# Achaemenes pseudocostalis
Achaemenes pseudocostalis är en insektsart som beskrevs av Van Stalle 1989. Achaemenes pseudocostalis ingår i släktet Achaemenes och familjen kilstritar. Inga underarter finns listade i Catalogue of Life.